# 薛南溟故居
31°33′30″N 120°18′35″E / 31.55843°N 120.30976°E
薛南溟旧宅，位于中华人民共和国江苏省无锡市梁溪区知足桥17号。

## 特点
1926年5月，薛南溟将永泰丝厂从上海迁至无锡大公桥堍，同时在厂后建该住宅，以方便管理。其幼子薛寿萱及永泰丝厂高级管理人员，也曾于此居住，为清水砖墙木结构五间房、三进深。2003年，与永泰丝厂旧址同时公布为无锡市文物保护单位。2006年江苏省人民政府公布其为江苏省文物保护单位。